# كاتدرائية لابلاتا

كاتدرائية لابلاتا هي كنيسة رومانية كاثوليكية تقع في مدينة لابلاتا، الأرجنتين.